# Lohmen (Sassonia)
Lohmen è un comune di 3.186 abitanti della Sassonia, in Germania.
Appartiene al circondario della Svizzera Sassone-Monti Metalliferi Orientali (targa PIR) ed è parte della comunità amministrativa (Verwaltungsgemeinschaft) di Lohmen/Stadt Wehlen.